# Jussuf Ibrahim

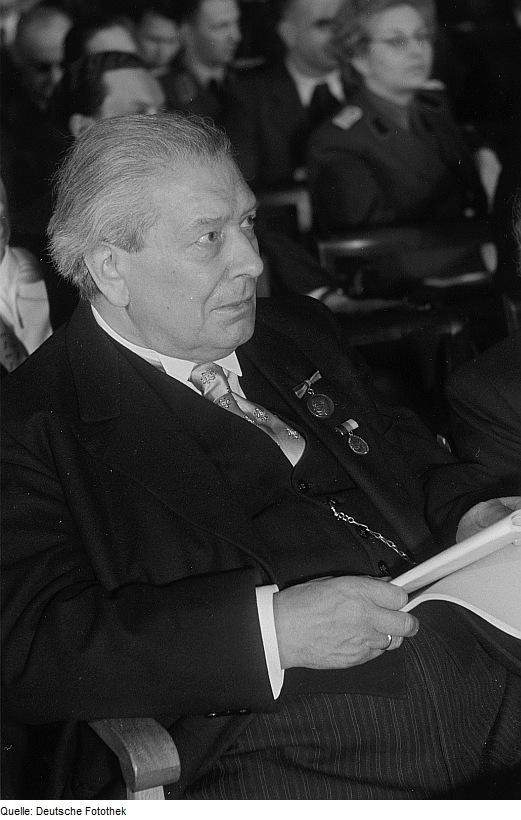
Jussuf Ibrahim, Januar 1953

Jussuf Murad Bey Ibrahim oder Murad Jussuf Bey Ibrahim (kurz Jussef Ibrahim, arabisch يوسف إبراهيم; * 27. Mai 1877 in Kairo; † 3. Februar 1953 in Jena) war ein ägyptisch-deutscher Kinderarzt. Er war unter anderem hochangesehener Lehrstuhlinhaber für Pädiatrie in Jena (ab 1917) und zugleich wegen Beteiligung am sogenannten Euthanasie-Programm während der Zeit des Nationalsozialismus umstritten. Ab 1912 hatte er die deutsche Staatsbürgerschaft.

## Leben
Jussuf Bey Ibrahim, Sohn eines als Präsident der Medizinischen Hochschule in Kairo wirkenden ägyptischen Arztes und einer deutschen Mutter, musste 1879 Ägypten verlassen und wuchs in München auf. Er studierte Medizin an der Universität München, an der er im Jahr 1900 auch promoviert wurde. Als unbesoldeter Assistent der Heidelberger Luisenheilanstalt entdeckte er anschließend sein Interesse für die Pädiatrie und habilitierte sich in Heidelberg unter Oswald Vierordt im Jahr 1904 über angeborene Pylorusstenosen im Säuglingsalter für Kinderheilkunde.
Im Jahr 1906 übersiedelte er erneut nach München, wo er 1912 deutscher Staatsbürger und zum außerordentlichen Professor ernannt wurde. Zwischen 1904 und 1915 war er an verschiedenen Krankenhäusern in München, in Kairo und an der Heidelberger Universitäts-Kinderklinik tätig gewesen.
Als Nachfolger von Carl Gerhardt wechselte er am 6. Oktober 1915 als Extraordinarius für Pädiatrie, zunächst ohne Bezahlung und formal als „Hilfsarzt der inneren Abteilung“, an die Kinderklinik im Juliusspital der Universität Würzburg, wo er als Vorstand bzw. Leiter der Pädiatrischen Klinik fungierte. Im Juliusspital durfte er Kinder bis zum 14. Lebensjahr aufnehmen, zu seinem Bedauern aber keine Säuglinge. Zudem eröffnete er in der Textorstraße 26 eine Pädiatrische Poliklinik.
Nachdem er in Würzburg die Erteilung einer Prüfungslizenz beantragt hatte und diese abgelehnt worden war, folgte er im April 1917 einem Ruf als Professor auf den durch das finanzielle Engagement der Carl-Zeiss-Stiftung neu geschaffenen Lehrstuhl für Kinderheilkunde in Jena. Sein Nachfolger in Würzburg wurde Hans Rietschel. In Jena blieb Ibrahim bis zu seinem Tod 1953 Direktor des dortigen, später nach ihm benannten, Universitäts-Kinderkrankenhauses. Sein Nachfolger auf diesem Lehrstuhl wurde Erich Häßler.
In der Zeit des Nationalsozialismus zeigte er sich von der nationalsozialistischen Ideologie angezogen, wurde aber als „Halbaraber“ nicht in die NSDAP aufgenommen. Als Leiter der Jenaer Universitäts-Kinderklinik war er in die sogenannten Euthanasie-Morde an Kindern verwickelt, da er schwerstgeschädigte Patienten seiner Klinik an die „Kinderfachabteilung“ der Landesheilanstalt Stadtroda überwies beziehungsweise trotz des ihm seit spätestens 1943 bekannten Schicksals der dort untergebrachten Kinder ihre Überweisung zur Kenntnis nahm. Laut dem im April 2000 veröffentlichten Ergebnisbericht der Kommission „Kinderklinik Jussuf Ibrahim“ wurden aus der Jenaer Kinderklinik „[…] zwischen 1941 und 1945 insgesamt sieben schwerstgeschädigte Kinder nach Stadtroda überwiesen, die auch dort verstarben“, „[…] für zwei Kinder liegen handschriftliche Überweisungsschreiben Ibrahims vor, die offen ‚Euthanasie‘ vorschlagen“. Im Januar 1943 wurde er mit dem Kriegsverdienstkreuz Zweiter Klasse ausgezeichnet, aber bereits im Juli desselben Jahres vom Reichsministerium des Innern gerügt, da er nach den Krankenblättern der Kinderklinik die von seinen Untergebenen erstellten Anträge auf Euthanasie verzögert bearbeitet oder nicht bewilligt hatte. Bei weniger auffälligen Störungen hatte Ibrahim die Gutachten immer so abgefasst, dass die Kinder als entwicklungs- und bildungsfähig bezeichnet wurden. Bei schweren Fällen konnte er zwar nichts verharmlosen, sorgte aber im konspirativen Zusammenwirken, u. a. mit seiner Assistenzärztin Ursula Krebs, dafür, dass die Eltern Gelegenheit erhielten, ihre Kinder mitzunehmen, um sie ggf. zu verstecken.
Ibrahim, der in den 1930er Jahren das Jenaer Rosarium angelegt hatte, erhielt 1947 den Ehrendoktortitel der Sozialpädagogischen Fakultät der Friedrich-Schiller-Universität Jena. Der aufgrund seiner Verdienste um die Ausbildung von Säuglings- und Kinderkrankenschwestern, um die Sozialpädiatrie und um die Senkung der Säuglingssterblichkeit hoch angesehene Mediziner wurde 1947 auch zum Ehrenbürger der Stadt Jena ernannt. 1949 erhielt er die Auszeichnung Verdienter Arzt des Volkes und 1952 den Nationalpreis der DDR in der I. Klasse für Wissenschaft und Technik.

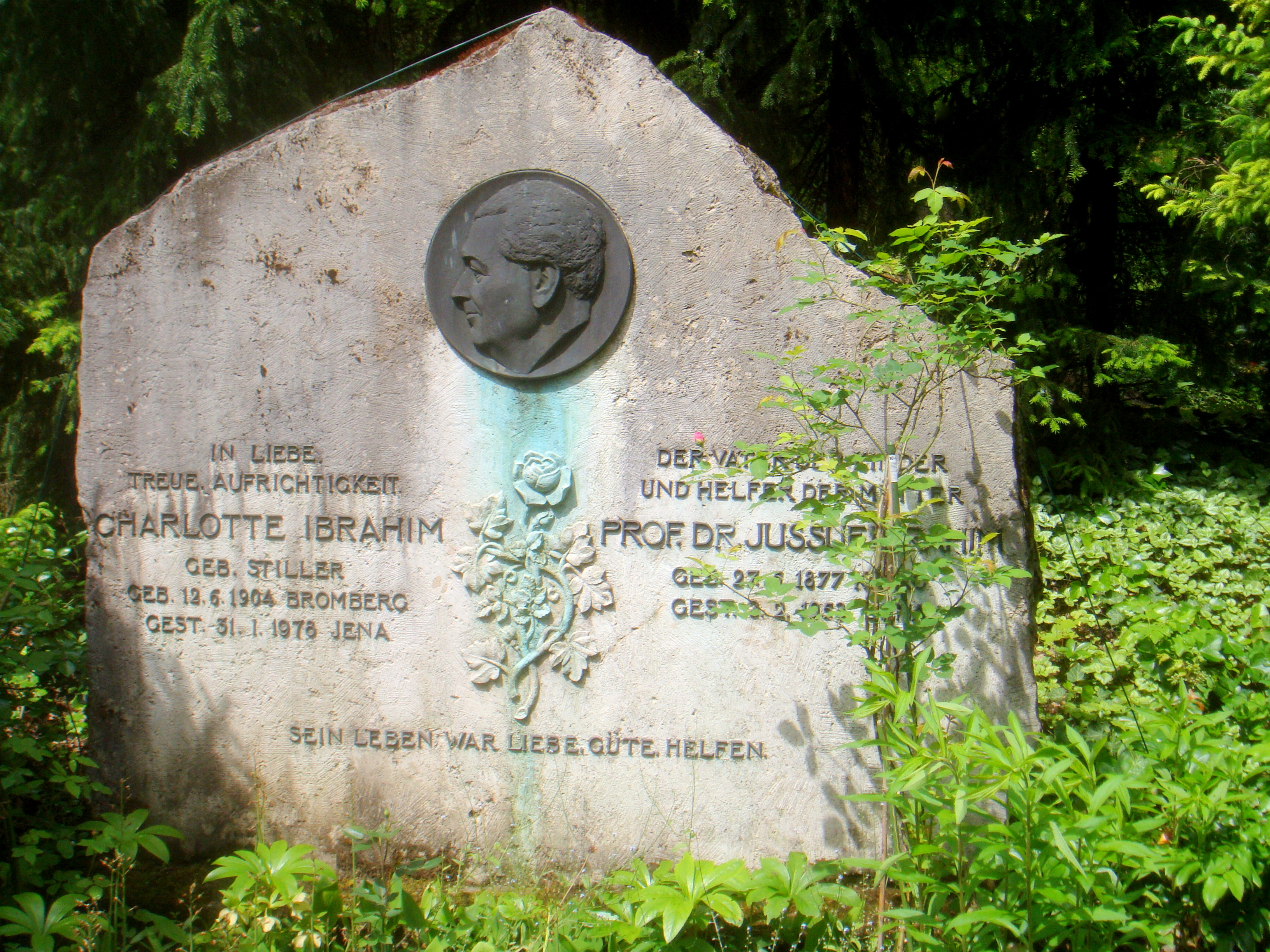
Grabstein Ibrahims auf dem Jenaer Nordfriedhof

Seine Grabstätte befindet sich auf dem Nordfriedhof in Jena.

## Ehrungen
Am 27. Mai 1952 wurde Ibrahim, der als „einer der bedeutendsten Pädiater des 20. Jahrhunderts“ gilt, von der Universität Jena zum Ehrensenator ernannt. Die Universitätskinderklinik, zwei Kindergärten und eine Straße in Jena trugen bis 2000 seinen Namen, sie wurden nach öffentlicher Kritik umbenannt. Nachdem im Januar 2000 durch eine Habilitationsschrift Ibrahims Beteiligung an der „Vernichtung lebensunwerten Lebens“ während der Zeit des Nationalsozialismus in der breiten Öffentlichkeit bekannt worden war, und die Universität im Mai 2000 einen Untersuchungsbericht dazu erstellt hatte, wurde sein Name noch im gleichen Jahr aus dem Erscheinungsbild der Stadt gelöscht. Die Ibrahimstraße erhielt wieder ihren ursprünglichen Namen Forstweg und die Kindergärten sowie die Universitätskinderklinik wurden umbenannt. Im Oktober 2000 wurde vom Stadtrat der Stadt Jena über die 1947 verliehene Ehrenbürgerschaft abgestimmt. Dabei wurde mit 56 Prozent zwar eine absolute Mehrheit erreicht, aber die für die Aberkennung der Ehrenbürgerschaft gesetzte Zweidrittelmehrheit verfehlt. Am 15. November 2000 gab das Landesverwaltungsamt Weimar bekannt, dass die Ehrenbürgerschaft wegen des Todes Ibrahims nachträglich nicht mehr aberkannt werden kann, jedoch bei lebenden Ehrenbürgern bereits eine einfache Mehrheit dazu gereicht hätte.